# Koprivštica
Koprivštica (bulharsky Копривщица) je město ležící ve středním Bulharsku v pohoří Sredna gora, na horním toku řeky Topolnica. Je správním střediskem stejnojmenné obštiny a v roce 2018 zde žilo 2 247 obyvatel.

## Historie
Podle dochovaných příjmení se usuzuje, že sídlo založili potomci význačných bulharských rodů, kteří uprchli před postupující osmanskou mocí na počátku 15. století. Obci se podařilo vykoupit se z nepřímé turecké správy a obyvatelé získali určitá privilegia, například mohli jezdit na koni a držet zbraně. V důsledku toho se dědina stala se významným sídlem vojnuků, kteří se zúčastnili v řadách turecké armády obléhání Vídně. Turecky se obec nazývala Avratalan  (ženské pole), což odráželo skutečnost, že ji spravovaly ženy, protože muži byli dlouhodobě ve válkách. Koncem 16. století privilegia vojnuků začala upadat, v meziválečných dobách se živili jako zemědělci nebo pastevci. Přesto zde v 18. a 19. století žilo téměř 12 tisíc obyvatel. V letech 1793, 1804 a 1809 bylo město třikrát vypáleno krdžaliji, což byli propuštění vojáci z osmanské armády.
Bulharské obrození se ve městě odrazilo výstavbou nových kostelů (1817 a 1839), školy (1837) a knihovny (1869). V té době se město nazývalo Koprišnica, což je dosud užívaná varianta. 20. dubna 1876 (dle juliánského kalendáře) zde padl první výstřel dubnového povstání. S velitelem vítězné turecké armády se podařilo vyjednat výkupné a díky tomu bylo město zachráněno; obyvatelé vesměs uprchli a chycení povstalci byli postaveni před soud oproti obvyklému zastřelení na místě. Po rusko-turecké válce se Koprivštica stala součástí Východní Rumélie. V roce 1930 zde bylo otevřeno muzeum a jako muzeum bylo celé město vyhlášeno v roce 1952. Od roku 1971 je jeho centrum městskou památkovou rezervací, a aby bylo možno uchránit domy od přestaveb, bylo v 70. letech investováno 28 miliónů leva na výstavbu 400 nových domů a infrastruktury.

## Obyvatelstvo
Ve městě žije 2 247 stálých obyvatel a je zde trvale hlášeno 2 112 obyvatel. Podle sčítání 1. února 2011 bylo národnostní složení následující:
- Bulhaři: 2 283 (97.6 %)
- Romové: 44 (1.9 %)
- Turci: 3 (0.1 %)
- ostatní: 8 (0.3 %)